# Pflugbrauerei Hörvelsingen

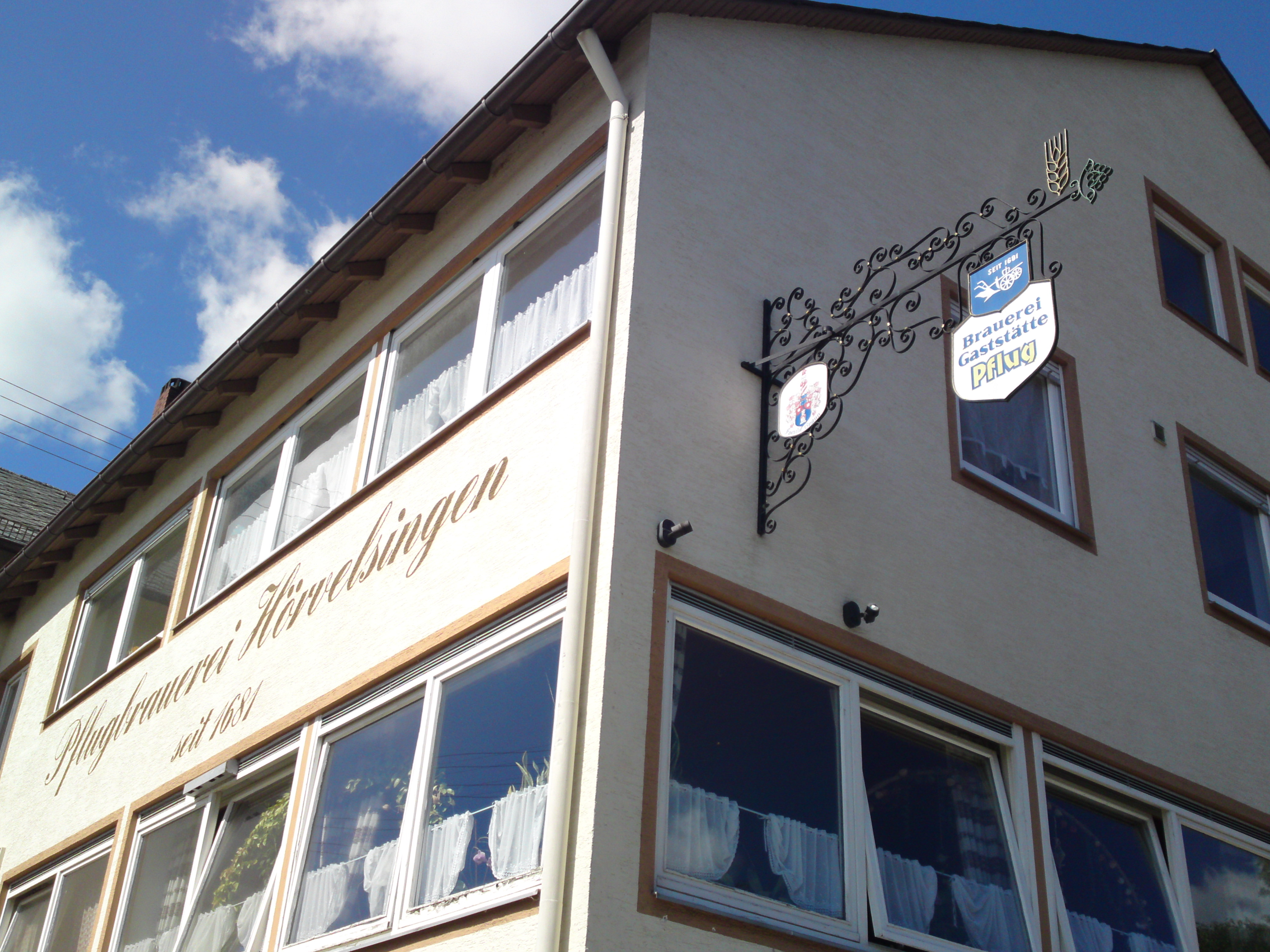
Pflugbrauerei Hörvelsingen

Die Pflugbrauerei Hörvelsingen ist eine Bierbrauerei im Teilort Hörvelsingen der Stadt Langenau, gelegen auf der Schwäbischen Alb. Pflugbier Hörvelsingen ist der Markenname für die Biere der Brauerei. Pro Jahr werden ca. 2000 Hektoliter gebraut.

## Geschichte
Der Name Pflugbrauerei tauchte zum ersten Mal im Jahr 1681 auf, als Jakob Stammler die Weißbierbrauerei zum Pflug in Hörvelsingen gründete. Im Jahr 1752 übergab er den Betrieb seinem Sohn Hans Stammler, welcher ihn bis zum Jahr 1799 unter gleichem Namen weiterführte. Danach gelangte Balthasar Schleicher in die nun nur noch zum Pflug genannte Brauerei. Diese wurde von 1850 bis 1863 von seinem Sohn Martin Schleicher weiterbetrieben. Danach ging die Brauerei unter gleichem Namen in den Besitz von Michael Unseld über, welcher die Brauerei bis zur Übernahme durch Martin Gnann im Jahre 1893 führte. Seitdem ist die Familie Gnann im Besitz der Brauerei und braut bis heute in der fünften Generation Bier nach dem Reinheitsgebot.
Als Reaktion auf verschärfte EU-Hygienerichtlinien und um die Haltbarkeit der naturtrüben Biersorten zu steigern, lässt die Brauerei (Stand 2014) ihre Flaschenbiere in einer modernen Anlage in Aalen abfüllen, während die Fassbierabfüllung nach wie vor in Hörvelsingen stattfindet.
Der Werbeslogan der Brauerei lautet „Merke Dir vor allen Dingen, gutes Bier aus Hörvelsingen“.

## Vertrieb
Die Pflugbrauerei Hörvelsingen nimmt jedes Jahr am Kleinbrauermarkt auf dem südlichen Münsterplatz in Ulm teil. Außerdem werden verschiedene Veranstaltungen, Feste sowie Privatpersonen mit einem eigenen Getränkeheimdienst in der Region beliefert.

## Besonderheiten
Die Brauerei betrieb bis 2009 eine eigene Mälzerei. Früher wurde zur Kühlung der Biere Natureis benutzt, welches an einem Eisgerüst hergestellt wurde.
Mehrmals im Jahr finden im Wirtshaus Musikantentreffen statt.